# Peter Jørgensen
Peter Oscar Jørgensen (Hillerød, 2 aprile 1907 – 27 agosto 1992) è stato un pugile danese.

## Palmarès

### Olimpiadi
- Bronzo a Los Angeles 1932 nei pesi mediomassimi.